# Devoxx

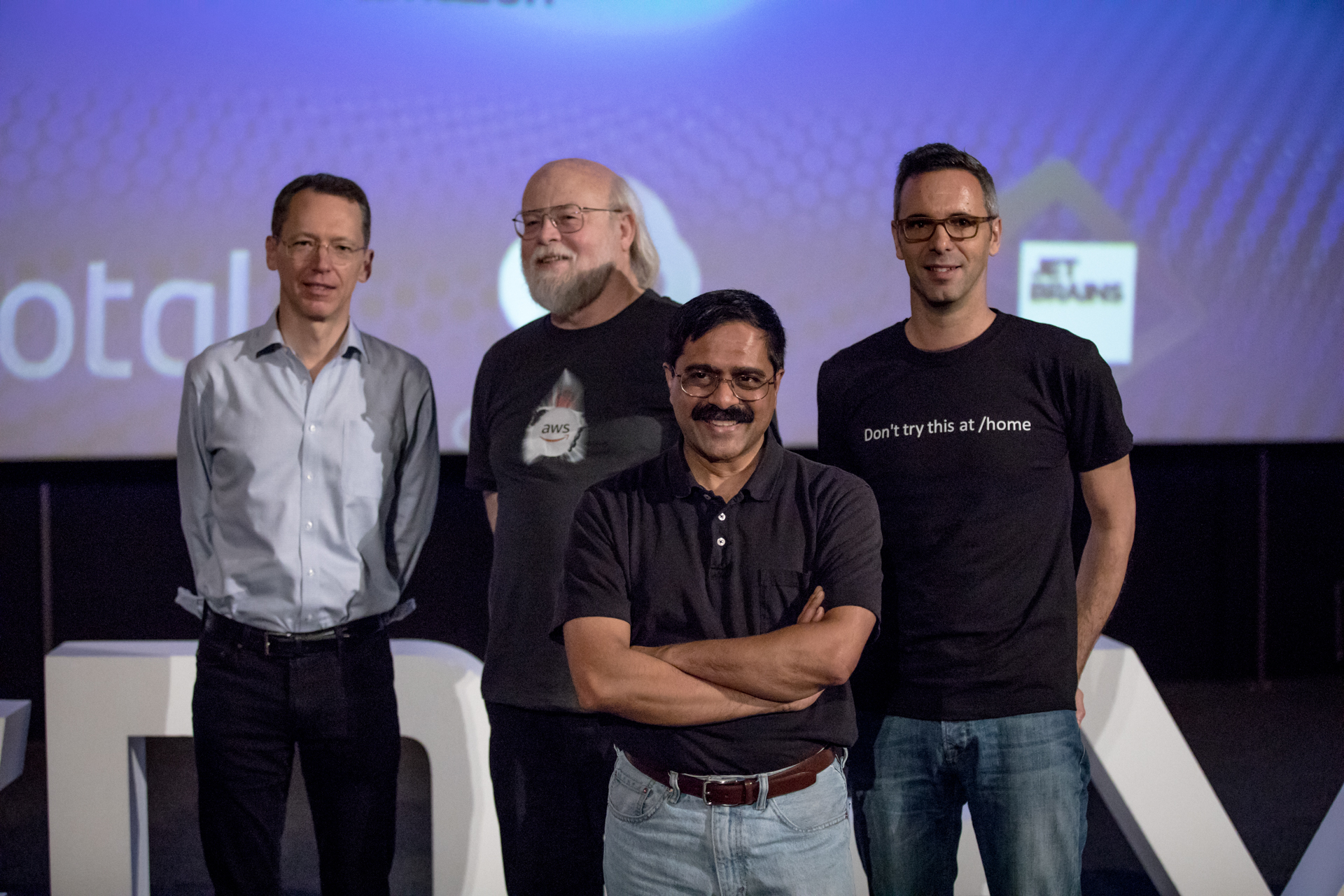
Opening keynote Devoxx Belgium 2018 with James Gosling, Mark Reinhold, Venkat Subramaniam and Stephan Janssen.

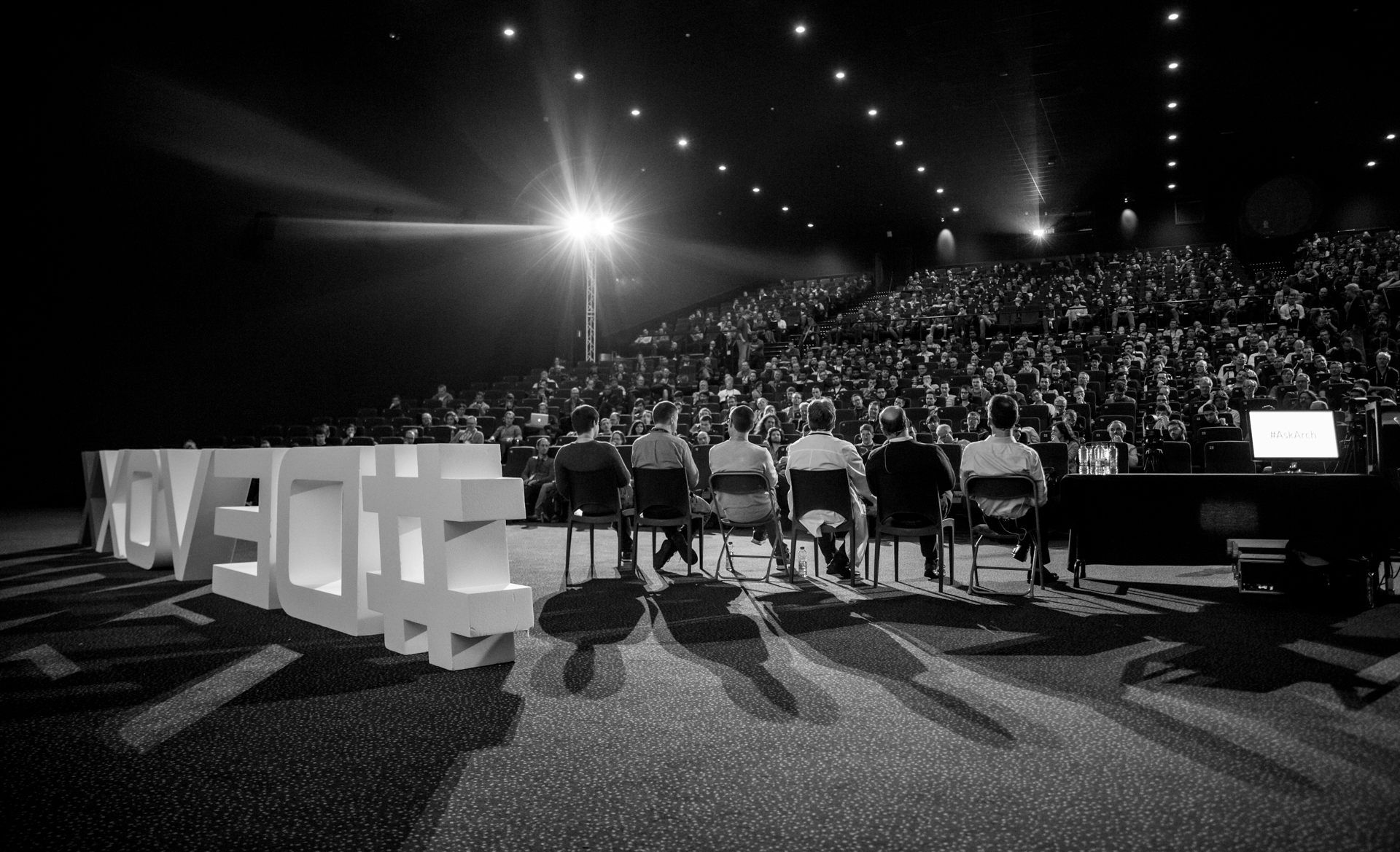
Picture taken during the Devoxx Belgium 2018 Ask the architect conference session.

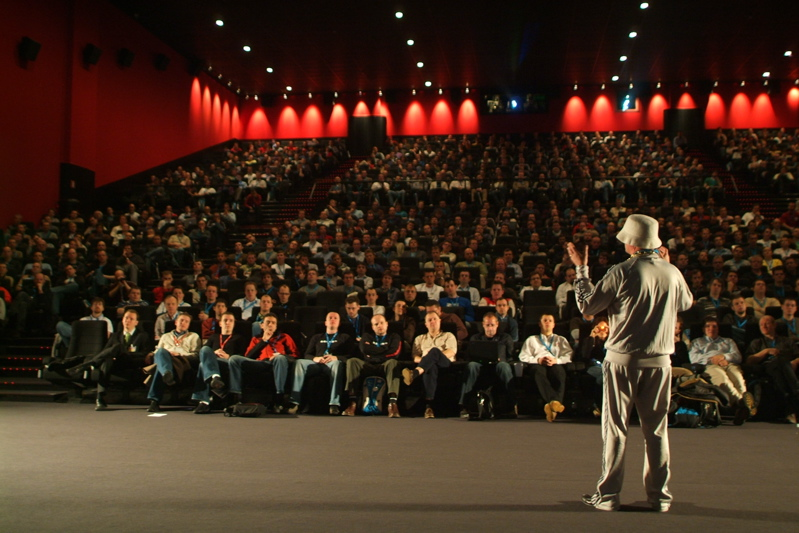
Devoxx 2006

Devoxx is een jaarlijks congres rond de programmeertaal Java. Het is daarmee de Europese tegenhanger van het Amerikaanse JavaOne-congres.

## Devoxx België
Devoxx, voorheen Javapolis, is een jaarlijks congres in het Belgische Antwerpen rond de programmeertaal Java. Het is daarmee de Europese tegenhanger van het Amerikaanse JavaOne-congres.
Javapolis werd opgericht in 2002 door Stephan Janssen, die ook voorzitter is van de Belgian Java User Group (BeJUG). De naam van de conferentie verwees naar de locatie, gewoonlijk het cinemacomplex Kinepolis in Antwerpen.
In 2001 duurde de conferentie 2 dagen, maar in 2006 was dit al een hele week, en waren er meer dan 2.800 aanwezigen uit meer dan 50 landen.
Vanaf 2005 waren de eerste 2 dagen gereserveerd voor een "University" met langere sessies. In de laatste drie dagen, betiteld als "Conference", duren de sessies een uur. Daarnaast is er ook ruimte voor "Quickies" (15 minuten) en "BOF's" (Birds of a Feather) waarin men meer tijd neemt voor vraag-en-antwoord.
Zowel 2007 als 2008 was telkens met 3200 bezoekers volledig uitverkocht, bestaande uit 400 Belgische laatstejaars studenten (via een gratis pas), 160 speakers, 40 JUG-leaders en 40 sponsors.
Omwille van het gebruik van de merknaam "Java" van Sun, wijzigde men in 2008 de naam Javapolis naar Devoxx. 

## Devoxx France
In 2012 vond de eerste editie van Devoxx France plaats van 18/4 tot 20/4 in Parijs, georganiseerd door de Paris Java User Group. Met meer dan 1200 aanwezigen en 149 sprekers was Devoxx France 1 week voor het evenement uitverkocht.

## Devoxx UK
Devoxx UK 2013 werd aangekondigd tijdens de openingskeynote van Devoxx BE 2012 (14 november, Antwerpen). De eerste editie van Devoxx UK was een tweedaagse conferentie georganiseerd op 26 en 27 maart in het Business Design Centre in Londen. Het evenement liep back to back met Devoxx Frankrijk en trok meer dan 500 deelnemers in het eerste jaar. Devoxx UK was in 2013 speerpunt door Ben Evans, Martijn Verburg, Dan Hardiker en Stephan Janssen in nauwe samenwerking met de London Java Community. Sinds januari 2014, toen Mark Hazell de nieuwe voorzitter werd voor Devoxx UK, concentreerde hij zich op Devoxx UK-inspanningen, naast Dan Hardiker, Stephan Janssen, James McGivern, een programmacommissie van ontwikkelaars waaronder de London Java Community.

## Devoxx Polen
In 2014, tijdens de openingskeynote op Devoxx BE, werd Devoxx PL aangekondigd. In tegenstelling tot alle andere edities, is deze Poolse conferentie niet van de grond af opgebouwd. Het vervangt een conferentie die voorheen bekend stond als 33rd Degree. De eerste editie van dit evenement is gepland in het congrescentrum van Krakau op 22-24 juni 2015.

## Devoxx Marokko
In 2015, tijdens de openingskeynote in Devoxx Frankrijk, werd Devoxx Marokko aangekondigd. Alweer een bestaande conferentie die deel uitmaakt van de Devoxx-familie. Het vervangt de conferentie die vroeger bekend stond als JMagreb en die plaatsvindt in Casablanca (Marokko) in "Le Studio Des Arts Vivants".

## Devoxx US
Devoxx US werd aangekondigd tijdens de openingskeynote van Devoxx UK 2016 op 8 juni. Dit inaugurele evenement staat gepland op 21-23 maart 2017 in het San Jose Convention Center. De Eclipse Foundation is verantwoordelijk voor de algemene werking en productie van Devoxx US. Het evenement zal naar verwachting meer dan 1000 software-ontwikkelaars en meer dan 30 sponsors aantrekken.

## Devoxx Ukraine
Devoxx Ukraine werd aangekondigd tijdens de openingskeynote van Devoxx France 2018 in april. JavaDay Ukraine werd omgedoopt tot Devoxx Ukraine om meer internationale deelnemers, sprekers en sponsors te bereiken.